# 優しい脅迫者
「優しい脅迫者」（やさしいきょうはくしゃ）は、西村京太郎による日本の短編小説。初出は『読物専科』1969年11月号。
のちにエラリー・クイーンが日本人作家の作品を集めて編纂した『日本傑作推理12選』第1集（1977年、光文社カッパ・ノベルス刊）に収録され、英語版タイトル"The Kindly Blackmailer"としてイギリスなど海外に紹介された。その後フランス語にも訳され、この作品がきっかけで『名探偵が多すぎる』など他の西村の作品もフランスで紹介されることになった。
1978年と2001年にテレビドラマ化された。

## あらすじ
野村晋吉が営む理容店に、見覚えのない男が来店する。顔剃りをしながら職業などを聞いてもはぐらかす男を不審に思った晋吉だったが、「あんたが運転する軽四輪が、幼稚園帰りの女の子をはねたことを知っている。」と言う男の言葉に血の気が引く。実は3か月前、晋吉は男が言った通りの事故を起こして現場から逃げていた。男によると、その女の子は結局亡くなったが、自分以外の目撃者がいないため警察はいまだ犯人を特定できずにいるのだという。晋吉は動揺する自分をなんとか押さえつけながら「強請りですか？」と聞くが、男は「いい腕だ。これからはいつもあんたにやってもらう。」とだけ告げ、料金が400円だと聞くと、用意してきていた借用書に【金四百円】と書き込んで晋吉に渡した。そこには【野村理髪店殿 五十嵐好三郎】と印刷された字で書かれていた。最初から強請り目的、そしてそれはこれからも続くのだと思うと、それから晋吉は毎日夢でうなされるようになる。そしてその予想通り、その後五十嵐はたびたび店に現れては顔を剃らせ、5200円、12000円とだんだん借用書の値を釣り上げ、喫茶店に晋吉を呼んでは金をとるようになる。
顔剃りをする途中、蒸しタオルをこのまま押し付ければ、剃刀をこのまま喉にすべらせれば……。何度も考えるが実行できない晋吉は、五十嵐の弱みを握って強請り返そうと考え、神田にある「大東京探偵社」を訪れて五十嵐の身辺調査を依頼する。あわよくば前科が出てくるかもと期待したが、探偵の報告は意外なもので、五十嵐は元俳優で家族がおり、俳優仲間による五十嵐の評判は「どうしようもないくらいの善人」というものばかりだった。そんなわけがないと疑う晋吉だったが、強請りに来るだろうと思われた日に五十嵐は来ず、代わりにその日の夕刊に五十嵐が幼児を助けようと車の前に飛び出し負傷したというニュースを見つける。もしかしたら心を入れ替えたのかもしれないと期待した晋吉だったが、2日後、やはり五十嵐は足を引きずりながらも店に現れ、「一生つきまとう」と言って4万200円を要求する。耐えられなくなった晋吉は妻・文子と娘・かおるとともに東京郊外へ引っ越すが、幼稚園の転入手続きを終え、新しい理髪店の看板を掲げた頃、やはり五十嵐はやってきた。愕然とする晋吉を前に、五十嵐はいつものように顔剃りを要求する。晋吉は剃刀を持つが、その手が震え、周りの音が聞こえなくなった次の瞬間、五十嵐の喉には剃刀が深々と突き刺さっていた。五十嵐は「俺が…動いたせいだ…と…いうんだ…」と最期の言葉を残して息絶える。
晋吉は殺人容疑で逮捕されたが動機が認められず、五十嵐の言葉通り供述したところすぐ業務上過失致死に切り替わり、結局懲役1年、執行猶予3年となった。以前住んでいた下町に再び引っ越した後、五十嵐の妻・清子が、五十嵐から晋吉宛てだという遺書を持ってくる。そこには、「役者以外に能が無いにもかかわらず仕事が無く食べていけない。妻と子供に500万円の生命保険を残すため、誰かに殺されるしかない。そこで、たまたま目撃したあなたの事故を利用させてもらった。テレビや映画では下手な役者だったが、あなたの前で演技が成功したことに満足している。今まで強請り取った金は全てお返しするので、私を許してほしい。」という旨の手紙と、今まで晋吉が強請り取られた全額の金が同封されていた。

## 登場人物
野村 晋吉
理容師10年目で、店は妻と2人で切り盛りしている。話好き。
野村 文子
晋吉の妻。
野村 かおる
晋吉と文子の娘。幼稚園に通っている。
五十嵐 好三郎
40代後半から50代初めくらい。妙に蒼黒い顔をしている。実は元映画俳優。人相が悪かったため、金貸しや強請り屋などの端役ばかりだった。一回り年下の妻と、大学へ入ったばかりの息子がいる。
五十嵐 清子
好三郎の妻。

## 書籍情報
以下の作品集に収録されている。
- エラリー・クイーン編『日本傑作推理12選』カッパ・ノベルス、1977年4月
- エラリー・クイーン編『日本傑作推理12選〈1〉』光文社文庫、1985年12月、ISBN 978-4-33-470265-6
- 日本推理作家協会編『日本ベストミステリー選集〈6〉殺意のカクテル』光文社文庫、1989年10月1日、ISBN 978-4-33-471029-3
- 西村京太郎『華やかな殺意 西村京太郎自選集1』トクマ・ノベルズ、2000年10月31日、ISBN 978-4-19-850508-0
- 西村京太郎『歪んだ朝』角川文庫、2001年5月25日、ISBN 978-4-04-152761-0
- 西村京太郎『華やかな殺意 西村京太郎自選集1』徳間文庫、2004年4月、ISBN 978-4-19-892047-0

## テレビドラマ

### 1978年版
『図ぶとい奴・危険な賭け』というタイトルで1978年2月18日にテレビ朝日系「土曜ワイド劇場」枠でテレビドラマ化された。

#### キャスト（1978年版）
- 坂上二郎
- 丘みつ子
- 田村亮
- 市毛良枝
- 鈴木ヒロミツ
- 阿部昇二

#### スタッフ（1978年版）
- 脚本 - 中村勝行

### 2001年版
『脅迫者』（きょうはくしゃ）というタイトルで2001年10月21日、BSジャパン「女と愛とミステリー」枠で放送され、その後テレビ東京で2001年10月24日に地上波放送された。サブタイトルは「平凡な下町主婦を襲う恐怖」。
また、同じ『脅迫者』というタイトルで1990年に関西テレビ系で根津甚八主演の西村京太郎原作のテレビドラマが放送されているが、原作は「優しい脅迫者」ではなく「脅迫者」であるため、話の内容は全く異なる。

#### ドラマあらすじ（2001年版）
暁町集会場では、暁町みどり公園を守るための高層マンション建設反対運動の会合が行われていた。その代表メンバーでもあり、「下町のジャンヌダルク」とも呼ばれている野村国子の理容室「S&K」に、酒瓶を持って酔った様子の1人の男が現れる。男は国子の車が1週間前に人を撥ねたのを見たと言い、黙っていてやるからと散髪代3500円は払わず、「五十嵐好三郎」という名前と金額を書いた領収書だけを残して帰ってしまう。茫然としていた国子だったが、1週間前に息子の徹が車を使い、破損したからと車を買い換えたことを思い出す。五十嵐は3日後にまたやってきて怒鳴り散らし、顔剃りと10万2000円の金を引き換えに領収書を残していく。息子のためには耐えるしかないと考えた国子だったが、その様子をおかしく思った暁町の副会長・山口吾朗は店から出てきた五十嵐の後をつけ、五十嵐が実は斬られ役で有名な俳優であることを突き止めるが、それを国子に伝える前に、酔った男にケンカを売られて殴られた末に亡くなってしまう。
国子は五十嵐にひき逃げ現場に連れて行かれ、被害者遺族がチラシを配って必死に犯人を捜そうとしていることを知り、さらに40万円も要求されて追い詰められていた。山口が殴り殺された件で五十嵐が怪しいという嘘の密告電話で警察を差し向けようとするも、逆に五十嵐が駅のホームで女の子を助けていたというアリバイを証明する形になってしまったり、「五十嵐のことを地獄に叩き込みたい」という謎の男から10万円で買った「人を1人殺してもらいたい。報酬は1000万」という五十嵐の声が入ったカセットテープの存在を本人に突き付けるも、五十嵐は意に介さず脅迫はおさまらない。
一方、嶋刑事ら警察は捜査をすすめ、徹への疑いを強めていた。徹は、恋人から刑事が自分を疑っていることや、国子が五十嵐から強請られていることを聞き、国子にひき逃げをしてしまったことを打ち明ける。自首するという徹を必死で止めた国子は、自分で五十嵐の素性を調べ、五十嵐の家を訪れて妻・しず江との対面を果たす。五十嵐に普通に家族がいることや、家が競売にかけられていることを知った国子は戸惑うが、ちょうどその時、徹が崖から身を投げて意識不明の重体であるという一報が入る。そして警察には、ひき逃げの現場からは車の塗料が2台分見つかったという報告があがってくる。

#### キャスト（2001年版）
- 野村国子（理容「S&K」店主・寡婦） - 伊藤蘭
- 五十嵐好三郎（元映画俳優） - 佐藤B作
- 間宮玉夫（町会会長） - ケーシー高峰
- 山口吾朗（町会副会長） - 斎藤洋介
- 立花夫人（マンション建設反対メンバー） - 山村紅葉
- 椿夫人（マンション建設反対メンバー） - 朝丘雪路
- 内田元子 - 安田洋子
- 小林（「潮建設」人事部長） - 福島勝美
- 加藤英子（マンション建設反対メンバー・潮建設のスパイ） - 大塚良重
- 加藤和哉（英子の息子） - 松田悟志
- 野村徹（国子の息子・丸一商事に勤めている） - 林泰文
- 来ノ宮由香（徹の恋人） - 田京恵
- 南（刑事） - 山上賢治
- 嶋（刑事） - ベンガル
- 五十嵐しず江（好三郎の妻） - 石野真子
- 五森大輔、藤本学、岡部務、斉藤清六、藏内秀樹、田村三郎、池中深、つじしんめい、滝雅人、網野あきら、深作覚、安達大介、藤田清二、谷中恵輔、浜田大介、松野里佳子、柳田則子、山崎海童、金子梅華、鳳プロ

#### スタッフ（2001年版）
- 脚本 - 中野顕彰
- 監督 - 齋藤光正
- 原作 - 西村京太郎「優しい脅迫者」（『殺意のカクテル 日本ベストミステリー選集6』日本推理作家協会編）
- 撮影 - 野村幸三郎
- 照明 - 松井博
- 録音 - 井家眞紀夫
- 助監督 - 津崎敏喜、山田光弘
- 編集 - 河原弘志
- 選曲 - 山本逸美
- 特殊メイク - 江川悦子、神田文裕
- カースタント - アクティブ・ツーワン、吉田陽
- 制作デスク - 永山佳代子
- 技術協力 - 映広
- 美術協力 - 京映アーツ
- ポスプロ - TOVIC
- プロデューサー - 小川治（テレビ東京）、大藤博司
- 統括プロデューサー -　佐々木彰（テレビ東京）
- 製作 - テレビ東京、BSジャパン、ユニオン映画